# Francisco Sánchez (Segler)
Francisco „Kiko“ Sánchez Luna (* 19. September 1965 in Alicante) ist ein ehemaliger spanischer Segler.

## Erfolge
Francisco Sánchez war dreimal Teilnehmer an Olympischen Spielen in der 470er Jolle. Mit Fernando León verpasste er 1988 in Seoul als Vierter noch knapp einen Medaillengewinn. An den Olympischen Spielen 1992 in Barcelona und 1996 in Atlanta nahm er mit Jordi Calafat teil. 1992 belegten sie den ersten Platz vor Kevin Burnham und Morgan Reeser sowie Tõnu und Toomas Tõniste und wurden mit einer Gesamtpunktzahl von 50 Punkten Olympiasieger. Vier Jahre darauf schlossen sie die Regatta auf dem neunten Platz ab. Bei Weltmeisterschaften gewannen Sánchez und Calafat 1989 und 1990 zunächst jeweils die Silbermedaille, ehe ihnen 1992 in Cádiz und 1993 in Crozon jeweils der Titelgewinn gelang.